# Senzor pro okamžité měření glukózy
Senzor pro okamžité měření glukózy je zařízení pro kontinuální měření glykemie u lidí s onemocněním cukrovkou 1. nebo 2. typu. Kontinuální měření glykemie (CGM) spočívá v měření glykemie v krátkých intervalech pomocí malého senzoru, který je zaveden do podkoží pacienta. K senzoru je připojena jednotka vysílače, která přenáší naměřená data do samostatného přijímače.
Tradiční způsob měření glykemie z krve odebrané z prstu vypovídá o hodnotě glykemie v jednom konkrétním okamžiku. Kontinuální měření glykemie naproti tomu umožňuje sledování trendů a dlouhodobého vývoje hladiny glykemie, které má mnohdy lepší vypovídací hodnotu.
Nevýhodou kontinuálního měření glykemie je, že systém měří koncentraci glykemie z mezibuněčného tkáňového moku a ne přímo z krve. Vzhledem k tomu, že přenos glukózy z krve do tkáňového moku trvá určitou dobu, hodnoty naměřené senzorem zavedeným do podkoží jsou vždy zpožděné oproti hodnotám naměřeným přímo z krve.

## Historie

### Spojené státy americké
První CGM systém byl americkým Federálním úřadem pro kontrolu léčiv (FDA) schválen v roce 1999. Pokračující výzkum systémy nadále vylepšuje, prodlužuje se doba, po kterou je možné mít senzor CGM aplikovaný na těle, byly vyvinuty nové metody pro přenos a čtení dat ze senzoru a nová nastavení umožňující upozornění uživatele v případě příliš nízké nebo vysoké hladiny glykemie.
První CGM systém, který představila firma Medtronic MiniMed, měřil hladinu glukózy každých deset sekund a následně každých pět minut zaznamenal průměr naměřených dat. Senzor bylo možné mít na těle až 72 hodin. Druhý CGM systém vyvinutý společností Dexcom byl schválen k použití v roce 2006. I tento senzor bylo možné nosit na těle až 72 hodin, přičemž přijímací jednotka pro přenos dat musela zůstávat ve vzdálenosti nejvíce 1,5 metru od senzoru. V roce 2008 bylo jako třetí CGM systém schváleno zařízení Freestyle Navigator firmy Abbot Laboratories. Tento senzor mohl pacient používat až pět dní.
V roce 2012 představila společnost Dexcom nové zařízení, jehož senzor mohl být používán sedm dní a přenášel data na vzdálenost mírně přesahující 5 metrů. Společnost Dexcom navíc záhy představila aplikaci pro vyhodnocení dat na telefonech iPhone, do kterých mohla být data ze senzoru přímo přenášena. Tento systém byl v roce 2015 schválen pro použití v pediatrii.
V září 2017 schválila FDA systém FreeStyle Libre, který je prvním CGM systémem, který ke své činnosti nepotřebuje kalibraci pomocí měření glykemie z krve odebrané z prstu. Toto zařízení mohl pacient nosit až deset dní, prvních 12 hodin však systém vyžadoval k tomu, aby se měření zahájilo a zkalibrovalo. V návaznosti na tento systém byla představena novější vylepšená verze, kterou lze používat až 14 dní a úvodní kalibrace nového senzoru trvá pouze hodinu. Systém FreeStyle Libre 2 umožňuje nastavení upozornění uživatele v případě, kdy se hladina glykemie pohybuje mimo vymezený rámec. V říjnu 2018 byl tento systém schválen pro použití i v Evropě.
V červnu 2018 byl v USA schválen systém Eversense CGM pro použití u pacientů s diabetem starších 18 let. Jedná se o první CGM systém schválený úřadem FDA, jehož součástí je plně implantovaný senzor pro detekci hladiny glukózy, který je možné používat po dobu až 90 dní. Verze Eversense XL, která umožňuje používání systému po 180 dní, byla v Evropě schválena v říjnu 2017.

## Vlastnosti CGM systémů
- Kontinuální monitoring vs flash monitoring: Zařízení Dexcom a Eversense využívají kontinuální měření, kdy jsou údaje o hladině glukózy v krvi kontinuálně aktualizovány. Kontinuální monitoring umožňuje uživateli nastavit si automatické alarmy, které se spustí, pokud hladina přesáhne předem stanovené mezní hodnoty. Při použití zařízení FreeStyle Libre jsou hodnoty snímány po zapnutí a přiložení vyhodnocovací jednotky k senzoru, přenesené údaje pak obsahují všechna naměřená data od posledního přenosu. FreeStyle Libre 2 umožňuje nastavení upozornění, pokud hladina glykemie dosáhne přednastavených hodnot.
- Interní vs externí senzor: Dexcom a FreeStyle Libre využívají externí senzory. Eversense sice používá interní implantovaný senzor, na povrch kůže v místě, kde je senzor implantovaný, však musí být připevněna jednotka přenášející data ze senzoru.

## Systém uzavřeného okruhu
Kontinuální monitoring glukózy je klíčovým prvkem při vývoji tzv. systému uzavřeného okruhu pro léčbu diabetu prvního typu. Tímto systémem se myslí jednotka pro kontinuální monitoring, ze které budou naměřená data přenesena do inzulínové pumpy, která na základě těchto hodnot vypočítá a aplikuje správné množství inzulínu aniž by byl vyžadován zásah uživatele.